# Walraven Robbert van Heeckeren van Brandsenburg
Walraven Robbert baron van Heeckeren van Brandsenburg ('s-Gravenhage, 19 november 1776 – Zeist, 23 juli 1845) was een Nederlands politicus.
Hij was burgemeester van Utrecht van 1816 tot 1818. Van 21 oktober 1840 tot 23 juli 1845 was hij lid van de Tweede Kamer der Staten-Generaal voor de provincie Utrecht. De Nederlands Hervormde Van Heeckeren van Brandsenburg was regeringsgezind onder Willem I en Willem II. Hij was ridder in de Orde van de Nederlandse Leeuw.

## Loopbaan
- Landeigenaar, bezit van heerlijkheden, heer van Brandsenburg en Boelestein.
- Lid raad Zuiderzeedepartement, van 1811 tot 1812.
- Lid van de Ridderschap van Utrecht, van 28 augustus 1814 tot 23 juli 1845 (nevenfunctie).
- Lid van de Vergadering van Notabelen namens het departement Zuiderzee van 28 maart 1814 tot 29 maart 1814.
- Lid van de Provinciale Staten van Utrecht namens de Ridderschap, van 19 september 1814 tot 20 oktober 1840.
- Lid van de stedelijke raad van Utrecht.
- Burgemeester van Utrecht van 1816 tot 1818.
- Wethouder van Utrecht, van 1824 tot december 1828
- Eerste grietman van Ameland
- Lid van Gedeputeerde Staten van Utrecht van 13 december 1828 tot 20 oktober 1840.
- Lid van de Tweede Kamer der Staten-Generaal namens de provincie Utrecht, van 21 oktober 1840 tot 23 juli 1845, namens Utrecht.

## Familie en gezin
Walraven Robbert van Heeckeren van Brandsenburg was baron vanaf 28 augustus 1814. Hij was een zoon van Dirk Jan van Heeckeren van Brandsenburg ('s-Gravenhage, 14 januari 1742 - Zuilen, 7 februari 1796) en Anna Petronella rijksgravin van Heemskerck (Rotterdam, 19 september 1746 - Den Haag, 11 juli 1794). Zijn vader was gezant en kwartierschout van Oisterwijk. Walraven Robbert trouwde te Utrecht op 10 december 1799 met Johanna van Renesse van Wilp. Ze kregen zes dochters en drie zoons.